# The Nightday
The Nightday è un EP del disc jockey statunitense Zhu, pubblicato il 20 aprile 2014 dall'etichetta discografica Genius Records.
Si tratta del primo EP prodotto dall'artista, anticipato dal singolo Faded, pubblicato poche settimane prima.
Il disco contiene sei brani e ha raggiunto un buon successo commerciale in Australia.

## Tracce
Digital
1. Stay Closer – 4:32 (Steven Zhu)
2. Faded – 3:43 (Kate Russell, Alex Johnson)
3. Paradise Awaits – 3:33 (Kate Russell, Alex Johnson)
4. Superfriends – 4:21
5. The One – 5:02
6. Cocaine Model – 4:15

## Classifiche
| Classifica (2014) | Posizione |
| ----------------- | --------- |
| Australia         | 6         |
| Belgio (Fiandre)  | 136       |
| Belgio (Vallonia) | 157       |